# Plaza Mitre (Concepción)

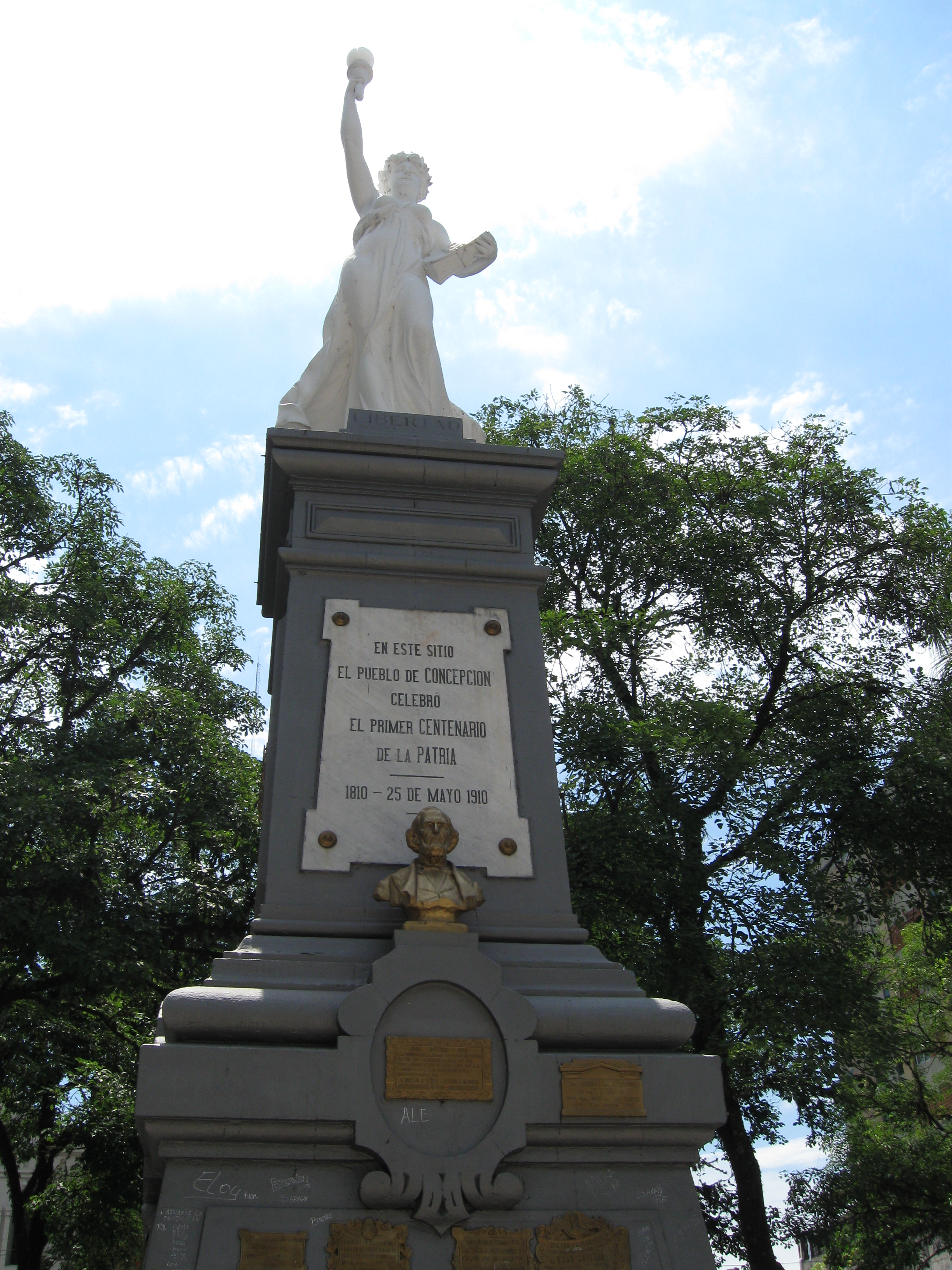
Vista de la Estatua de la Libertad

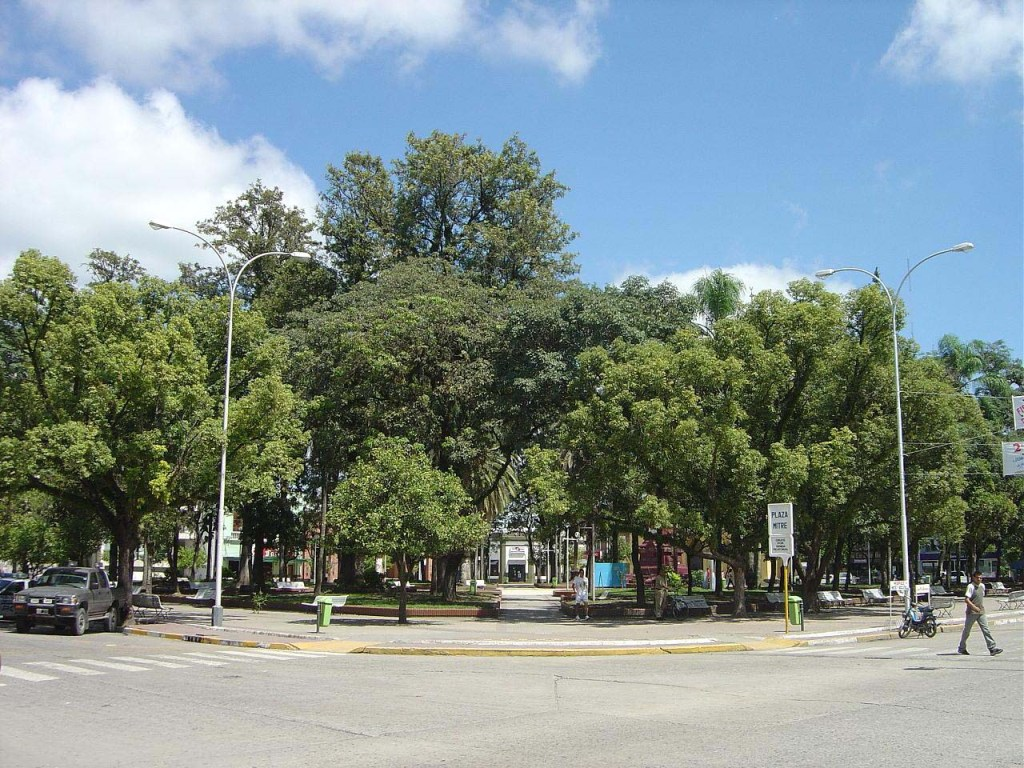
Tucuman Concepcion Plaza Mitre 1

La Plaza Bartolomé Mitre es una plaza ubicada en la ciudad de Concepción, Tucumán, Argentina. Esta se encuentra entre las calles 9 de julio, San Martín, España y Nasif Estéfano, siendo el punto neurálgico de la mencionada localidad.

## Historia
La actual plaza fue creada a partir del trazado original de la ciudad de Concepción en 1888, ya que se tomó como referencia el actual espacio público para delimitar las cuadras de la naciente villa. En 1915 se la nombró en honor a Bartolomé Mitre. Para 1910, en consonancia con los festejos del centenario de la Revolución de Mayo, se levantó el pedestal de la Estatua de La Libertad.
Esta estatua originalmente fue planeada para ser emplazada en la Plaza Independencia de la capital, pero fue considerada obscena por las autoridades y trasladada a Concepción. Así el monumento fue inaugurado el 14 de enero de 1917 por el gobernador Ernesto Padilla tras diversos intentos de inaugurarla para el centenario de la independencia Argentina.
En el año 2017 comenzaron los trabajos para remodelar la plaza y sus alrededores. Las obras fueron inauguradas el 14 de febrero de 2019 por el intendente Roberto Sánchez con autoridades nacionales y provinciales. Las obras incluyeron la renovación de la caminería y mobiliario urbano, iluminación led y de la estatua de la Libertad. Además se realizó la semipeatonalización de las calles circundantes a la plaza, una oficina de turismo y una fuente de aguas danzantes con luces y sonido, la cual es controlada por computadora.